# تاتیانا دوزنکو
تاتیانا دوزنکو (اوکراینی: Тетяна Павлівна Довженко؛ زادهٔ ۲۰ ژانویهٔ ۲۰۰۲) ژیمناست ریتمیک است.